# Rudy Giuliani
Rudolph William Louis Giuliani (Nova Iorque, 28 de maio de 1944) é um advogado e político estadunidense que serviu como Prefeito de Nova Iorque de 1994 a 2001. Ele também cumpriu a função de Procurador Geral Associado dos Estados Unidos de 1981 a 1983 e Advogado do Distrito Sul de Nova Iorque de 1983 a 1989. Em agosto de 2023, ele foi preso no estado de Geórgia por ajudar Donald Trump em sua tentativa de anular os resultados das eleições presidenciais de 2020 naquele estado.

## Biografia e carreira
Rudolph Giuliani nasceu em 28 de maio de 1944, no Brooklyn, Nova York, filho de pais ítalo-americanos da classe trabalhadora; seu pai tinha um passado criminoso e depois trabalhou para uma operação ligada ao crime organizado. Criado como católico, Giuliani mudou-se para Long Island ainda criança, estudou em escolas católicas e formou-se no Bishop Loughlin Memorial High School em 1961. Ele estudou ciência política no Manhattan College, onde foi brevemente presidente de turma, antes de se formar cum laude em direito na NYU em 1968, após inicialmente considerar tornar-se padre.
Giuliani começou sua carreira como Democrata, participando da campanha presidencial de Robert F. Kennedy em 1968 e votando em George McGovern em 1972. Após se formar na Faculdade de Direito da NYU, trabalhou como assistente do juiz Lloyd MacMahon, o que lhe permitiu adiar o serviço militar durante a Guerra do Vietnã. Na década de 1970, Giuliani mudou sua filiação política — primeiro tornando-se independente em 1975, enquanto ingressava no governo de Gerald Ford e depois se tornando Republicano em 1980, após a eleição de Ronald Reagan. Algumas pessoas, inclusive sua mãe, questionaram suas motivações, sugerindo que as mudanças de partido estavam mais ligadas a oportunidades de carreira do que a convicções ideológicas. Giuliani ganhou destaque como promotor federal ao condenar o congressista democrata Bertram Podell por corrupção, ficando conhecido por sua postura agressiva nos tribunais.
Ocupou vários cargos de alto escalão no Departamento de Justiça, incluindo o de Procurador-Geral Adjunto no governo Reagan, onde defendeu políticas controversas como a detenção de requerentes de asilo haitianos. Em 1983, tornou-se Procurador do Distrito Sul de Nova York, uma posição que lhe deu mais visibilidade pública e oportunidade de atuar diretamente nos tribunais. Ficou nacionalmente conhecido por processar figuras de destaque de Wall Street e o crime organizado, e por popularizar o uso do "perp walk" — quando suspeitos são exibidos publicamente à imprensa. No entanto, críticos o acusaram de priorizar a atenção da mídia em detrimento de investigações sólidas, apontando casos em que as acusações foram retiradas após prisões públicas. Um dos casos mais controversos envolveu os operadores financeiros Richard Wigton e Tim Tabor, cujas acusações foram posteriormente arquivadas sem novas ações judiciais, levantando dúvidas sobre o julgamento profissional de Giuliani.
Giuliani ganhou notoriedade nacional ao processar, em corte federal, em meados da década de 1980, membros proeminentes da máfia de Nova Iorque. Após uma tentativa fracassada de concorrer a prefeitura de Nova Iorque em 1989, ele tentou novamente em 1993, pelo Partido Republicano, e conseguiu se eleger, sendo reeleito em 1997, numa plataforma de "tolerância zero" contra o crime. Ele liderou o polêmico programa "limpeza cívica" como prefeito, de 1994 a 2001. Giuliani apontou William Bratton como comissário de polícia, que incentivou ações policiais duras para combater criminosos e suspeitos. Reformando a administração do departamento de polícia e práticas de policiamento, eles aplicaram a chamada "teoria das janelas quebradas", que cita desordem social, como abandono e vandalismo, como potencial para atrair viciados em vadiagem, mendigos e prostitutas, seguido por criminosos graves e violentos. Em particular, Giuliani focou em remover mendigos e pedintes e clubes de sexo da Times Square, promovendo "valores da família" e mudando o foco da região central da cidade para negócios, teatros e artes. Como resultado da política de endurecimento contra o crime, os índices de criminalidade caíram na cidade de Nova Iorque (embora isso fosse uma tendência nacional, a queda foi ligeiramente mais acentuada na cidade do que no resto do país), com Giuliani recebendo boa parte dos créditos por isso, embora mais tarde a queda na criminalidade foi atribuída a outros fatores, não só as políticas por ele implementadas. No ano 2000, concorreu inicialmente contra Hillary Clinton por uma vaga no Senado, mas ele desistiu da corrida quando foi diagnosticado com câncer de próstata.
No começo do ano de 2001, a popularidade de Giuliani estava em baixa, devido a escândalos pessoais e a questão de tolerância zero contra o crime que, embora popular inicialmente, começou a atrair críticas já que a polícia aplicava essas políticas mais duras de forma discricionária, agindo de forma complacente em bairros ricos e de maioria branca, mas pegando pesado em regiões de maioria afro-americana ou de latinos. A percepção popular a seu respeito mudou consideravelmente após os Atentados terroristas de 11 de setembro. Durante a crise que se seguiu aos atentados, ele permaneceu como uma figura de liderança sóbria no meio da situação e trabalhou para reconstruir a cidade e manter os cidadãos unidos. Como resultado, seus índices de aprovação subiram para quase 90% e ele ganhou projeção nacional, sendo chamado de "America's mayor" ("o Prefeito da América"). Giuliani chegou a ser nomeado "Pessoa do Ano" pela revista Time, em 2001, e recebeu um título honorário de cavaleiro, em 2002, pela rainha Elizabeth II do Reino Unido.
Em 2002, após deixar a prefeitura de Nova Iorque, Giuliani fundou uma empresa de consultoria de segurança, a Giuliani Partners, e adquiriu, embora mais tarde tenha vendido, um banco de investimento, a Giuliani Capital Advisors. Ele também escreveu dois livros e deu várias palestras pelo mundo. Em 2005, ele se juntou a uma firma de advocacia, que foi renomeada Bracewell & Giuliani. Buscando a nomeação para as eleições primárias presidenciais do Partido Republicano em 2008, Giuliani foi considerado, inicialmente, como um dos favoritos, mas sua campanha errática e mal gerenciada acabou não sendo levada adiante. A postura de Giuliani durante a corrida pela nomeação republicana foi criticada e sua performance, especialmente em debates, foi considerada muito fraca, com ele usando de forma demasiada o 11 de setembro para fins políticos afastando muitos aliados e eleitores. No final, Giuliani acabou tendo uma performance muito ruim nas primárias e retirou sua candidatura, apoiando o eventual candidato republicano John McCain. Com sua popularidade em declínio, especialmente em Nova Iorque, Giuliani começou a se afastar do universo político e não participou das eleições estaduais em 2010 ou da presidencial em 2012, focando em sua carreira de negócios. Porém, lentamente, especialmente após 2016, Giuliani voltou a se tornar uma figura pública mais ativa, dando grandes palestras e fazendo comentários políticos (especialmente na Fox News), em apoio a causas Republicanas e conservadoras.
Em abril de 2018, Rudy Giuliani se juntou a equipe de advogados do então presidente dos Estados Unidos Donald Trump e se tornou um dos seus mais fervorosos e leais defensores. Foram suas atividades como advogado de Trump que o tornou novamente destaque na mídia nacional, incluindo alegações de que ele se envolveu com corrupção e especulação financeira. Em 2019, Giuliani sofreu uma investigação federal por violar leis da área de lobbying, além de possivelmente outras acusações, como uma figura central do Escândalo Trump-Ucrânia, que resultou numa tentativa de impeachment do presidente Trump. Após a eleição presidencial de 2020, ele representou Trump em vários processos legais que o presidente levantou para tentar reverter sua derrota na eleição, fazendo alegações falsas e baseando seus casos em teorias da conspiração e informações incorretas, incluindo acusações infundadas de fraude, problemas em máquinas eletrônicas de votação e um complô comunista.
Em 2021, suas licenças para exercer a advocacia foram suspensas no Estado de Nova Iorque e em Washington, D.C. por suas tentativas de subverter as eleições presidenciais de 2020 nos EUA.
Em agosto de 2023, ele foi preso no Estado de Geórgia por ajudar Trump em sua tentativa de anular os resultados das eleições presidenciais de 2020 naquele estado.
Em dezembro de 2023 Giuliani declarou falência, dias depois de ter sido condenado a pagar 148 milhões de dólares a duas pessoas que trabalharam nas urnas da Geórgia, durante as Presidenciais de 2020, que acusou falsamente de terem participado numa fraude eleitoral contra Donald Trump.

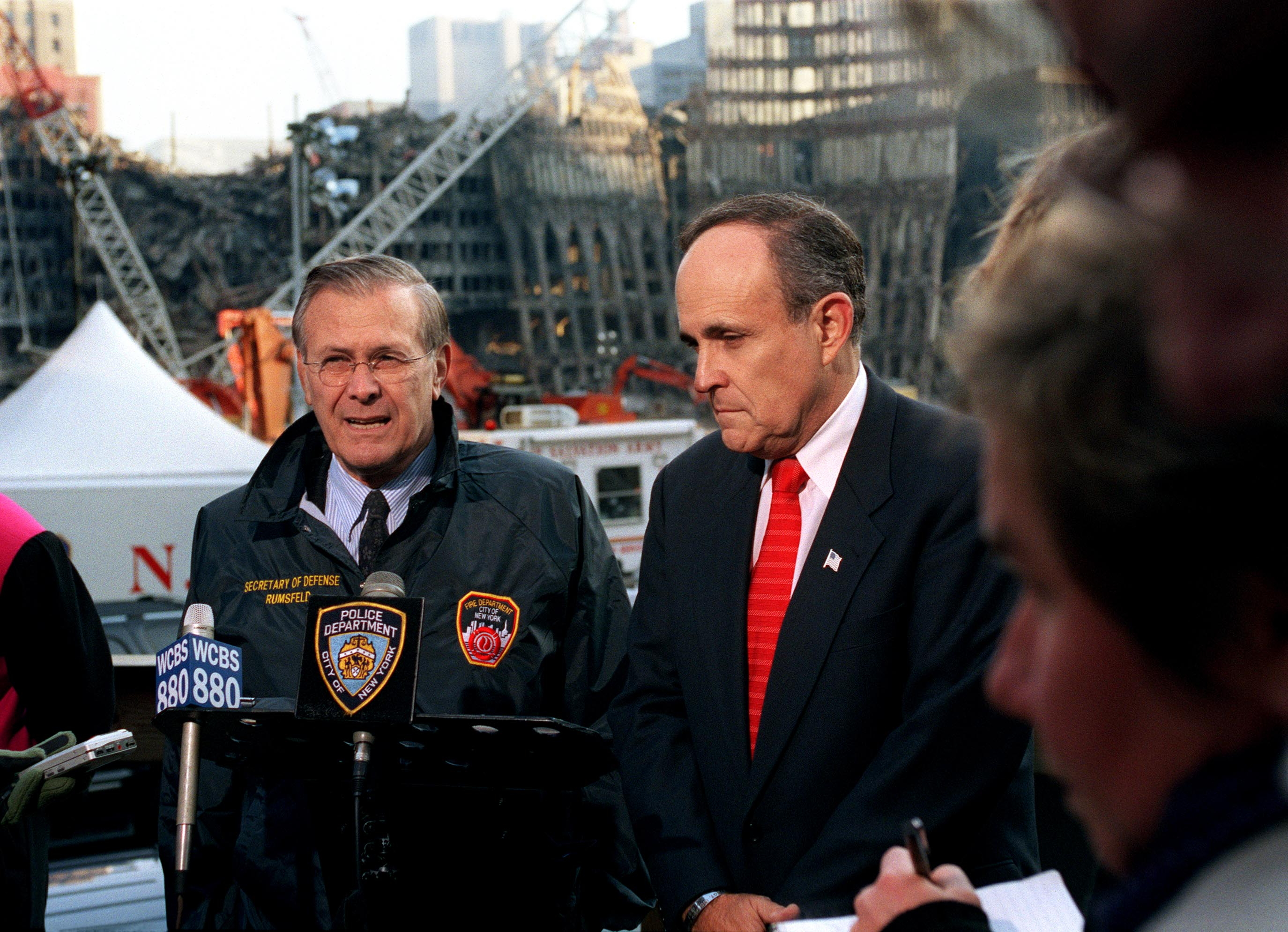
Giuliani e o secretário de defesa Donald Rumsfeld, em novembro de 2001, no Ground Zero do World Trade Center
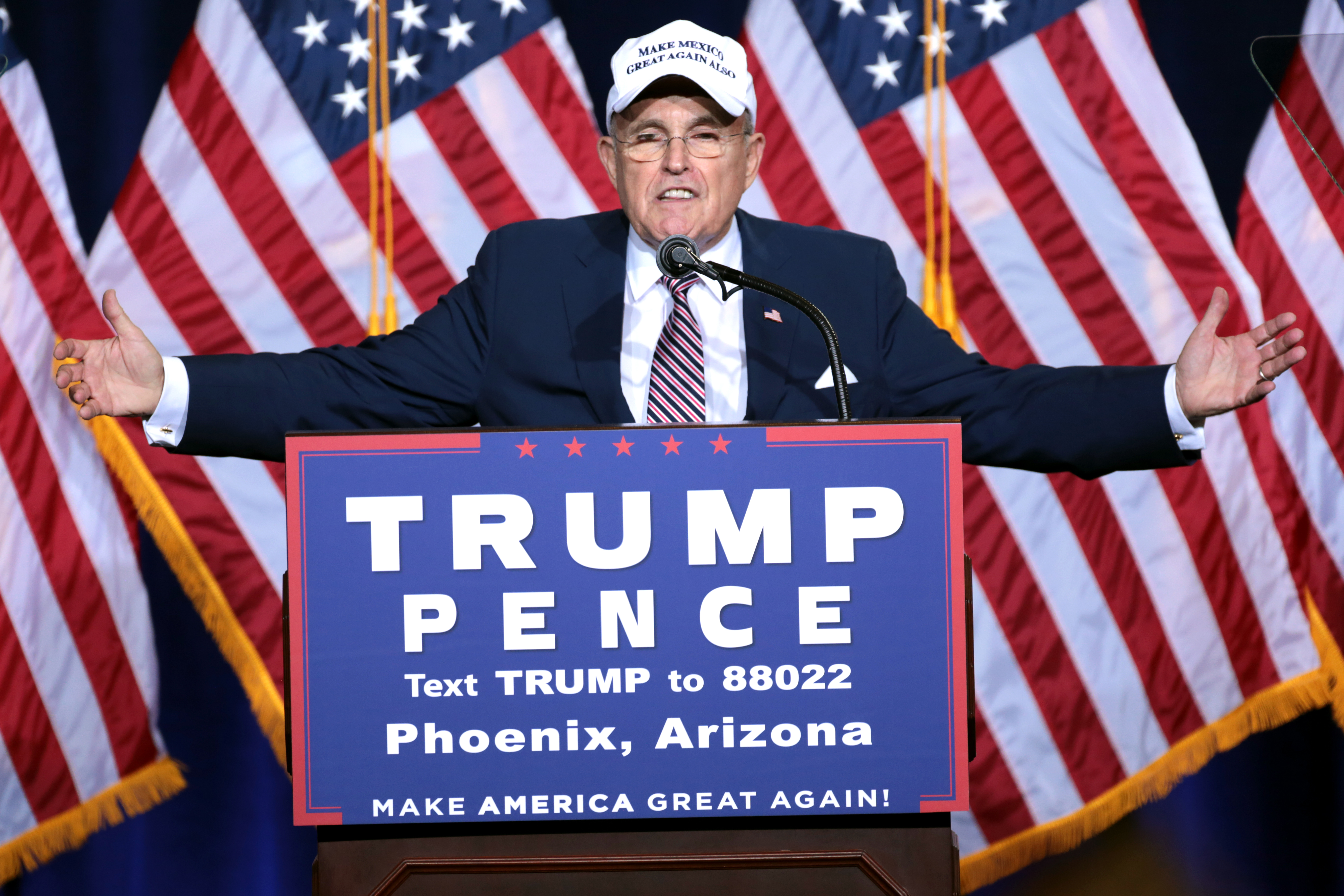
Rudy Giuliani em 2016 fazendo campanha para Donald Trump
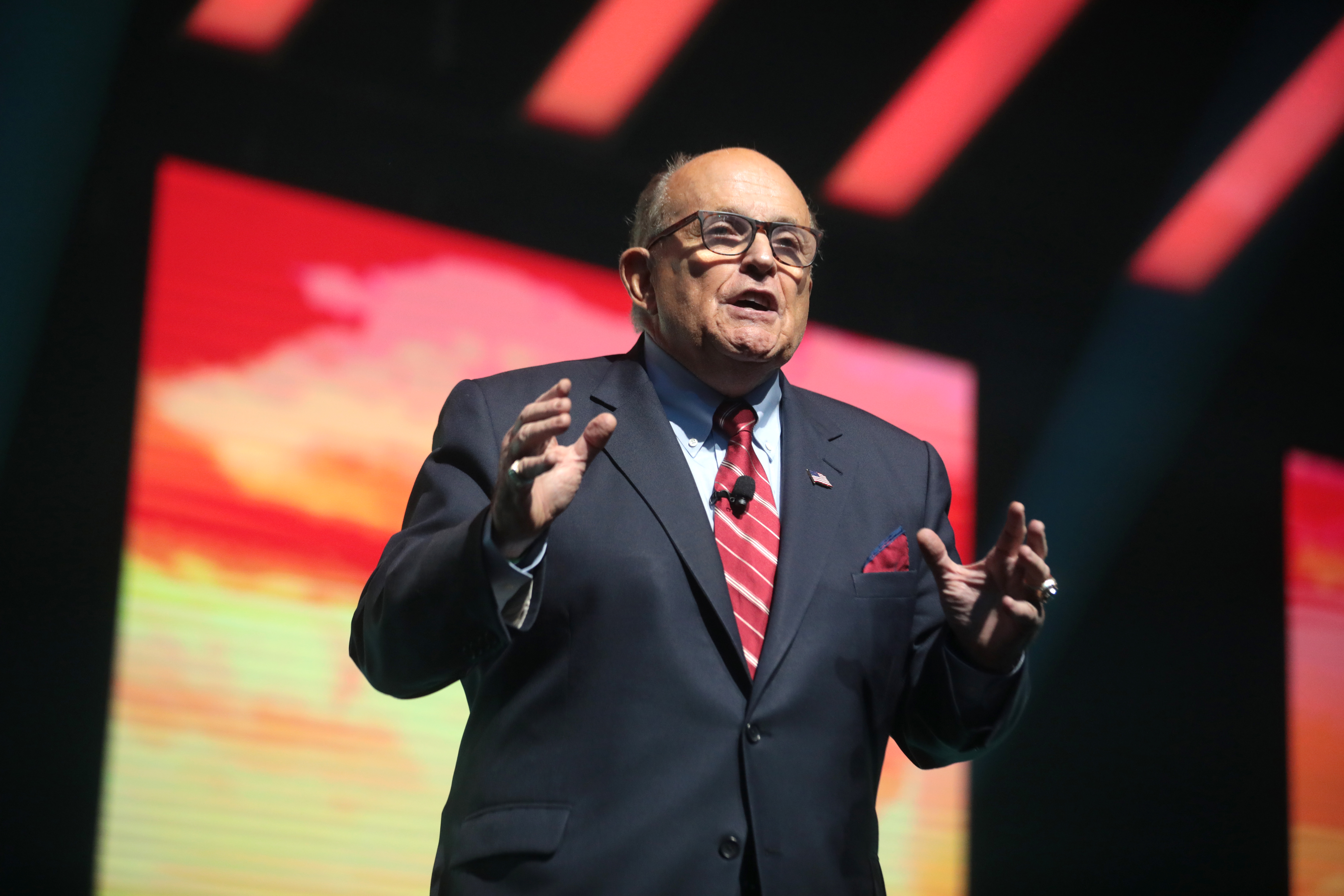
Giuliani em 2019 em uma de suas palestras pagas